# Google購物
Google购物（英語：Google Shopping），前称“Google Product Search”、Google Products和Froogle，是由Google公司開辦的價格比較服務，其發明者是Craig Nevill-Manning。其界面提供了一個HTML表單欄位讓用戶可鍵入產品查詢以獲得一個有販賣該項產品的銷售商及其價格的列表。

## 历史
Google Product Search原名為Froogle（發音frugal），是意為節儉的frugal以及該公司名稱Google的雙關語，但在2007年4月18日更名為Google Product Search。
Google Product Search與大部份其他的價格比較服務不同，並不收取任何列表費用以及不接受提高產品排名的報酬；另外亦不在銷售上收取佣金，任何公司均可提交產品資訊（透過“數據饋送”）以包含到Froogle引擎中。值得注意的是亦有以AdWords的形式在Product Search顯示的廣告位置可供購買，與Google網路其他部份相似，其位置明顯與搜尋結果主體分開。
搜尋結果可按關聯性（“最匹配”）或價錢（遞增或遞減）排序，亦可在指定的線上商店搜尋物品（如他們有提供Product Search數據饋送）。Product Search現時只有特定國家可以使用。
Google在Froogle以beta運作數年後於2002年12月正式對外宣佈。現有提供WML格式，可經由支援WML的手提電話或其他無線裝置存取。
Google的說明中心表示：「Froogle的搜尋結果將保持獨立自Google Base，但Froogle Merchant Center正逐漸被Google Base控制面板取代，提交到Google Base的物品如適合Froogle將一併在Froogle與Google Base搜尋結果中顯示（Froogle's search results will remain separate from Google Base。However, the Froogle Merchant Center is being replaced by the Google Base dashboard. Items submitted to Google Base which are appropriate for Froogle will be displayed both in Froogle and in Google Base search results.）。」
2017年6月，欧盟法院称Google Shopping滥用搜索引擎，操纵搜索结果，违反了反垄断法，判罚24.2亿欧元。
2021年4月，Google開始逐步關閉iOS和android版的購物應用。

## 對手
- Kelkoo
- NexTag
- PriceGrabber.com
- Shopping.com
- ShopWiki
- Shopzilla
- AuctionSHARK
- SmartShopper
- Dealio
- thefind.com

## 外部連結
- Google Product Search（页面存档备份，存于）
- Hudson Horizons - Automated Product Submission to Froogle - 自動化提交產品到Froogle